# Weerdse Vijver
De Weerdse Visvijver is een groot gegraven water omringd door bomen direct aan een snelweg gelegen in de Zemstse deelgemeente Weerde. Het gebied wordt vooral gebruikt door recreanten als vissers, vogelspotters, wandelaars en fietsers. Nabij de vijver worden jaarlijks de Weerdse bierfeesten gehouden.
De vijver ligt in de rechthoek gevormd door de spoorlijn Weerde - Muizen in het noorden, de E19-autostrade in het oosten, de Robert Schumanlaan in het zuiden en de Galgenberg in het westen. De vijver is ruwweg ovaalvormig en iets meer dan 14 hectare groot. De lengte (noord-zuid) bedraagt 500 meter en de breedte (oost-west) bedraagt ruim 300 meter. De diepte is nergens meer dan 7 meter. Het water is een klein beetje troebel en er zijn bijna geen waterplanten. In het midden bevindt zich een licht bebost eiland van enkele hectaren groot. Rond de vijver loopt een boomsingel die in het noorden en in het zuidoosten, waar ook de Zenne stroomt, vergroot tot een echt bos.

## Geschiedenis
In de periode 1968-1973 werd deze vijver gegraven om zand te winnen voor de aanleg van de vlakbij gelegen autostrade E19. Oorspronkelijk was de biodiversiteit van het meer erg laag en begin jaren 1990 werden werken uitgevoerd om de biodiversiteit te verbeteren. Toen werd onder meer het eiland aangelegd, als rustplek voor watervogels.

## Bereikbaarheid en recreatiemogelijkheden
Vanuit het zuiden kan men via de Ketelveldweg, zijstraat van de Galgenberg en vlak bij de R. Schumanlaan, tot aan de rand van het domein rijden. Aan de noordkant kan men het ook bereiken via het Kleinveld, vlak naast de spoorweg. Rondom de vijver loopt een breed pad dat geschikt is voor voetgangers en fietsers en bereikbaar is vanaf de twee genoemde wegen. Onderweg komt men twee schuilhutten, een picknickplaats en een vogelkijkwand tegen. 

## Fauna

### Vissen
Het meer is vooral een plek voor de witvisser, karpervisser en de recreatievisser. De belangrijkste vissoorten die er voorkomen zijn blankvoorn, brasem, paling en karper. Verder zit er ook beekforel, zeelt, winde, baars en snoek.

### Vogels
Soms worden er echte zeldzaamheden waargenomen. In 1975 werden er op de vijver drie ijseenden gezien. Verder werd er een roodkeelduiker gezien en tweemaal een parelduiker. In de winter zijn er soms brilduikers. De vijver is af en toe verblijfplaats van grote groepen Nijlgans en Canadese gans. 